# 風の戦士ダン
『風の戦士ダン』（かぜのせんしダン）は、原作：雁屋哲、作画：島本和彦による日本の漫画。『週刊少年サンデー増刊』（小学館）にて、1982年6月号から1986年4月号まで連載された。単行本は全9巻（小学館少年サンデーコミックス）。

## 概要
現代の忍者、朝霧ダンの活躍を描いた作品。原作者の雁屋哲にとっては代表作『男組』と『美味しんぼ』の間に手がけた過渡期の作品であり、作画の島本和彦にとってはデビュー後初の連載作品である。
『風の戦士ダン』連載前の雁屋は「熱き男の格闘漫画」の原作者として有名であり、「雁屋哲といえば暴力漫画」というイメージがあった。また、雁屋は自分が考えた原作にないものを漫画の中に入れられると神経質に拒否することで知られており、雁屋はブログにおいて担当編集は島本からあがってくる原稿をおそるおそる出していたと述懐している。雁屋は作品にギャグを挟むことは当初から意図したものではなかったとしつつ、「島本和彦のギャグは自分が納得させられるほど面白いと感じ、自分でも漫画にギャグを入れていきたいと考えるようになっていった。そして『美味しんぼ』が成立できたのは島本のギャグセンスを吸収し、原作からギャグを入れる新たな表現方法を手に入れることが出来たからだ」と述べている。
これに対して、当時の島本は「ギャグなら負けない、ストーリーの作り方はわからない」というギャグありきの作風であった。島本は雁屋との仕事について「原作が毎回原稿用紙で30枚くらいあるボリュームなので、国語の試験みたいにどう要約するかというので鍛えられた」「『風の戦士ダン』でストーリーを作る訓練はされたので、その成果を『炎の転校生』で生かしてたのはありますね」と発言している。連載当時、原作に引きずられない島本の独創性を評価する声もあったが、その一方で彼自身は「雁屋先生は私とのこと（仕事）は黒歴史なんだろうと解釈していた。きっと私のことを怒ってらっしゃる」とわだかまりを抱えていた。
2009年3月、サンデー・マガジン共同50周年記念パーティーで雁屋と島本の2人が再会した。両人が後日それぞれのブログでそのことに触れ、それぞれ
雁屋 「私の漫画はそれまで暴力漫画一辺倒だった。あのままだったら『美味しんぼ』は書けなかった」
島本 「25年間のからだとか心に詰まったものがすべて洗い流された」
と記している。
島本が小学館の『ゲッサン』で連載中の『アオイホノオ』で、雁屋との初対面や、送られてきた膨大な原作を前に悩みながらも、「原作をベースに、そのパロディー漫画を得意なギャグ入りで描く」という発想にたどり着く過程が描かれている。ダンたちが用いる忍刀といった小道具やバイク、飛行船といったメカを出渕裕がデザインしていたことが明らかにされており、作中（単行本では17巻から）に出渕によるラフ画、雁屋による手書きの原作原稿の一部も収録されている。同作では、原作で本来描かれていたストーリーが、池上遼一（『男組』を作画）を意識した絵柄で部分的に再現されている。さらに26巻収録の第152章では、連載途中から雁屋の原作自体にギャグが盛り込まれるようになっていたが島本がそのギャグを削っていた事実が明らかにされ、その証拠として雁屋のオヤジギャグがふんだんに盛り込まれた原作を原文併記しつつ、あえて池上風の絵柄で忠実に漫画化が行われた。
『美味しんぼ』の第11話「活きた魚」で、刺身の味が美味しくないと指摘する少年が、食事までの待ち時間に読んでいる漫画として『風の戦士ダン』が描かれている。

## あらすじ
歴代政府の下で育成された忍者組織・恐車一族と神魔一族。彼らは並外れた戦闘力と情報収集力を持つことから超忍と呼ばれている。ある日、神魔一族の首領・神魔魔太郎が謎の兵器「終末兵器」を奪って反乱を起こしたため、政府は恐車一族に対し「終末兵器」の奪還と、神魔一族の抹殺を命じる。これにより恐車一族の一員・朝霧弾と巡回処刑人グループの仲間たちは使命を全うするため、神魔一族の刺客との間で抗争を繰り広げる。
やがて巡回処刑人グループは神魔一族による「終末兵器」の実用化実験を阻止すると、北海道をはじめとした国内の保管施設を突き止め破壊に成功する。一方、ダンは戦いの最中に宿敵の魔太郎と対峙し勝負を挑むも、命を助けられた上に「政府が本当に正義の側なのか、よく考えるのだ」と告げられる。
「終末兵器」の実用化を阻止し意気揚々とする政府首脳と恐車一族の面々だったが、神魔一族は政府が極秘に開発を進めていた「破滅兵器」を奪うため再び挑戦状を突きつける。やがて政府がこの兵器を使って世界各国に対して戦争を引き起こし、太平洋戦争の恨みを晴らそうと画策していることが明らかとなる。これを知ったダンは仲間とともに恐車一族を脱退し、「破滅兵器」の開発を阻止するための戦いを続けるが、その渦中で魔太郎の実の息子であったことを知る。
「破滅兵器」を巡る戦いは魔太郎と、恐車一族の頭領・恐車七角の一騎討ちで勝負を決することになり、やがて、それぞれの配下の超忍や、巡回処刑人グループも加わった三つ巴の乱戦となる。乱戦の最中にダンは、脇腹を貫かれながらも恐車を両腕で締め上げた魔太郎と出会うと、彼から自分の体ごと止めを刺すように命じられる。その言葉に押され実の親を手にかけたダンは、魔太郎から「普通の若者として生き、新しい世界を作れ」という言葉を託され物語を終える。

## 登場人物

### 恐車一族
朝霧 弾（あさぎり だん）
この作品の主人公。巡回処刑人グループの一員でグループのNO.1を自称しているが、基本的にはギャグメーカー的な存在。必殺技は「下り飛龍」。神魔魔太郎の実子であるが、頭領の息子として甘やかされるのを良しとしなかった魔太郎が、生後すぐに恐車一族の朝霧家へ養子に出していた。その後、神魔派と恐車派が対立するようになってしまい、呼び戻すことが困難になって敵同士となった。
水影 珠理（みずかげ じゅり）
巡回処刑人グループの一員。絵里が加入するまでは紅一点キャラだった。神魔派の恋人がいた。
刃室 彪（はむろ ひょう）
巡回処刑人グループの一員。クールなキャラで戦闘力も高いが、ダンとは何かと張り合っており、喧嘩が絶えない。
鉄木戸 大六（てつきど だいろく）
巡回処刑人グループの一員。大柄の男で、食いしん坊キャラ。神魔派の叔父がいた。
小猿 半吉（こざる はんきち）
巡回処刑人グループの一員。動物好きで、犬や猫、パンダなどに忍術を教え込んでいる。
牧原 絵里（まきはら えり）
巡回処刑人グループの見習い。外見は可愛らしいが、怪力の持ち主。神魔派の生き別れた兄がいた。
立岡 精一（たておか せいいち）
巡回処刑人グループの隊長。超忍の掟に準じて使命を全うしようとするが、一方でヒラ隊員に降格されることを恐れている。作品終盤ではダンたちの行動に理解を示し抜け忍となるが、恐車の刺客により殺害される。
恐車 七角（きょうしゃ しちかく）
恐車一族の頭領。政府の意のままに行動していたが、作品終盤では政府首脳を拘束し、神魔魔太郎との一騎討ちを挑む。

### 神魔一族
神魔 魔太郎（じんま またろう）
神魔一族の首領。ダンの宿敵であり、実の父親。「終末兵器」の開発が、太平洋戦争の恨みを晴らし世界制覇を実現するためのものだと知り、反乱を起こす。
権吸 堂三（ごんずい どうざ）
神魔四天王の一人。四天王の中で唯一生き残り、「終末兵器」の基となる人食いカビの母菌を他国に売り渡そうと目論むも、ダンによって運悪く倒される。

## 用語
終末兵器
人食いカビを元にして、生物のみを急速に消滅（消化）させるようにした兵器。
カビの拡散、制御、使用後の無効化などに問題があり兵器として実用化までに時間が掛かった。人食いカビの母菌を製造工場ごと巡回処刑人グループに壊滅させられて計画はとん挫する。
破滅兵器
人の脳細胞に働きかけ同士討ち（肉弾戦）を誘発させる「殺し合いガス」。

## 書誌情報
- 雁屋哲（原作）・島本和彦（作画）『風の戦士ダン』小学館〈少年サンデーコミックス〉、全9巻
  1. 1983年8月17日発売、ISBN 4-09-121041-4
  2. 1983年10月17日発売、ISBN 4-09-121042-2
  3. 1984年4月18日発売、ISBN 4-09-121042-2
  4. 1984年8月18日発売、ISBN 4-09-121044-9
  5. 1984年12月13日発売、ISBN 4-09-121045-7
  6. 1985年1月18日発売、ISBN 4-09-121046-5
  7. 1985年9月18日発売、ISBN 4-09-121047-3
  8. 1986年2月18日発売、ISBN 4-09-121048-1
  9. 1986年5月17日発売、ISBN 4-09-121049-X

## 関連作品
- デスパイ - 本作の登場人物・権吸堂三が、「権弓堂三」としてゲスト出演している作品。
- アオイホノオ - 作画担当の島本和彦の自伝的作品。本作の創作までの過程が描かれる。